# Castello di Hundisburg
Il Castello di Hundisburg (in tedesco Schloss Hundisburg) è un castello della città di Hundisburg, in Sassonia-Anhalt, Germania. Fu parzialmente distrutto da un incendio il 28 novembre 1945 e dal 1994 è in fase di ricostruzione. È considerato uno dei più bei castelli barocchi del Sassonia-Anhalt.

## Storia

### Le origini

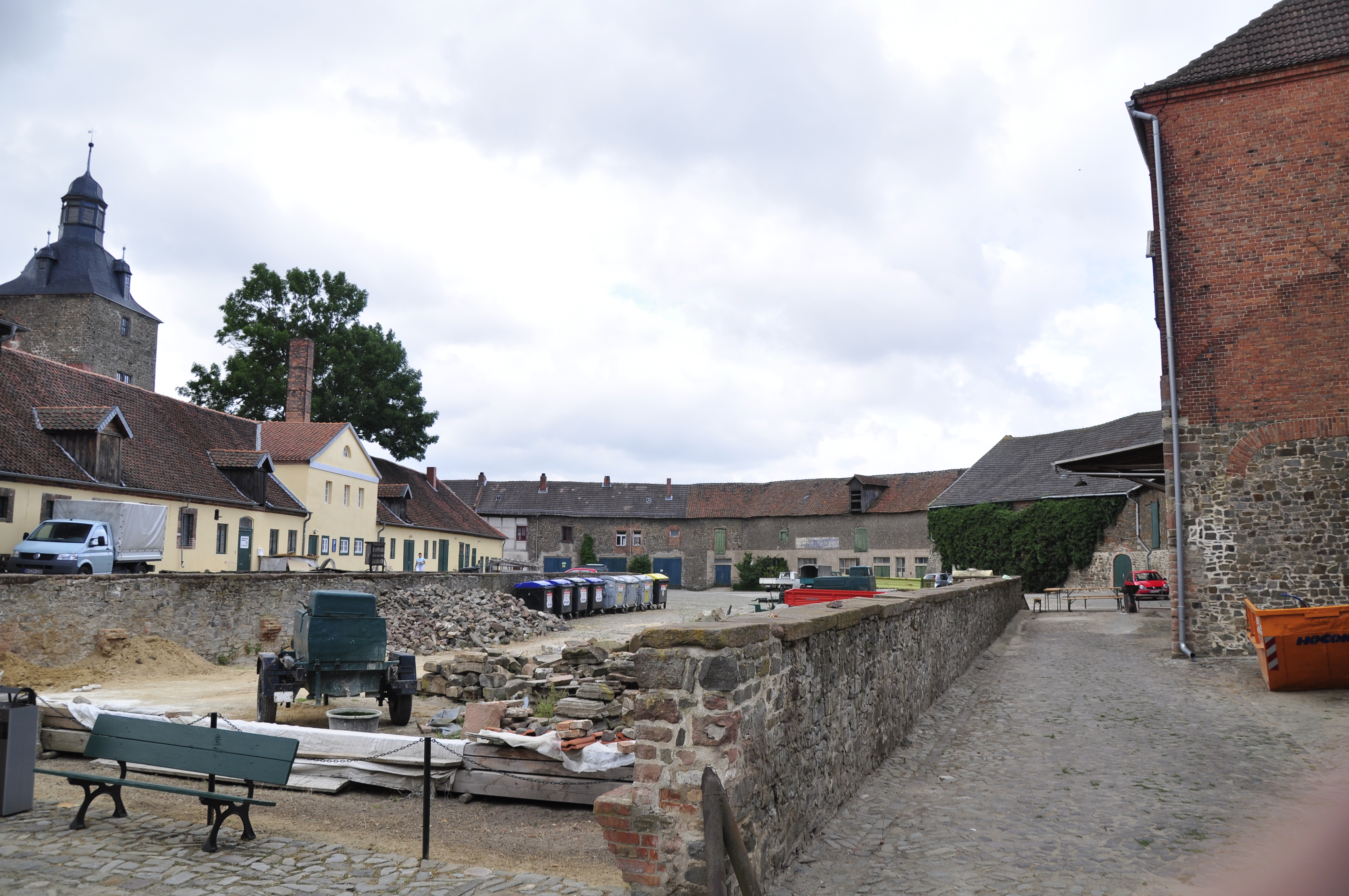
Scavi archeologici nel cortile del castello

Il castello di Hundisburg è posto su uno sperone di roccia naturale, all'incontro tra la valle del Beber e quella del Garbe. Ritrovamenti archeologici eseguiti nel XX hanno dimostrato come l'area fosse già abitata nel periodo neolitico. Durante l'epoca medievale, sul sito del futuro castello barocco venne costruita una fortezza di cui ancora oggi è possibile ammirare delle tracce nel complesso, anche se ad oggi appare complesso delineare una pianta del fortilizio. Il castello era probabilmente separato da un fossato ubicato nell'area dell'attuale parco, oltre il quale si trovava un insediamento esterno.

### Dal medioevo al XVI secolo

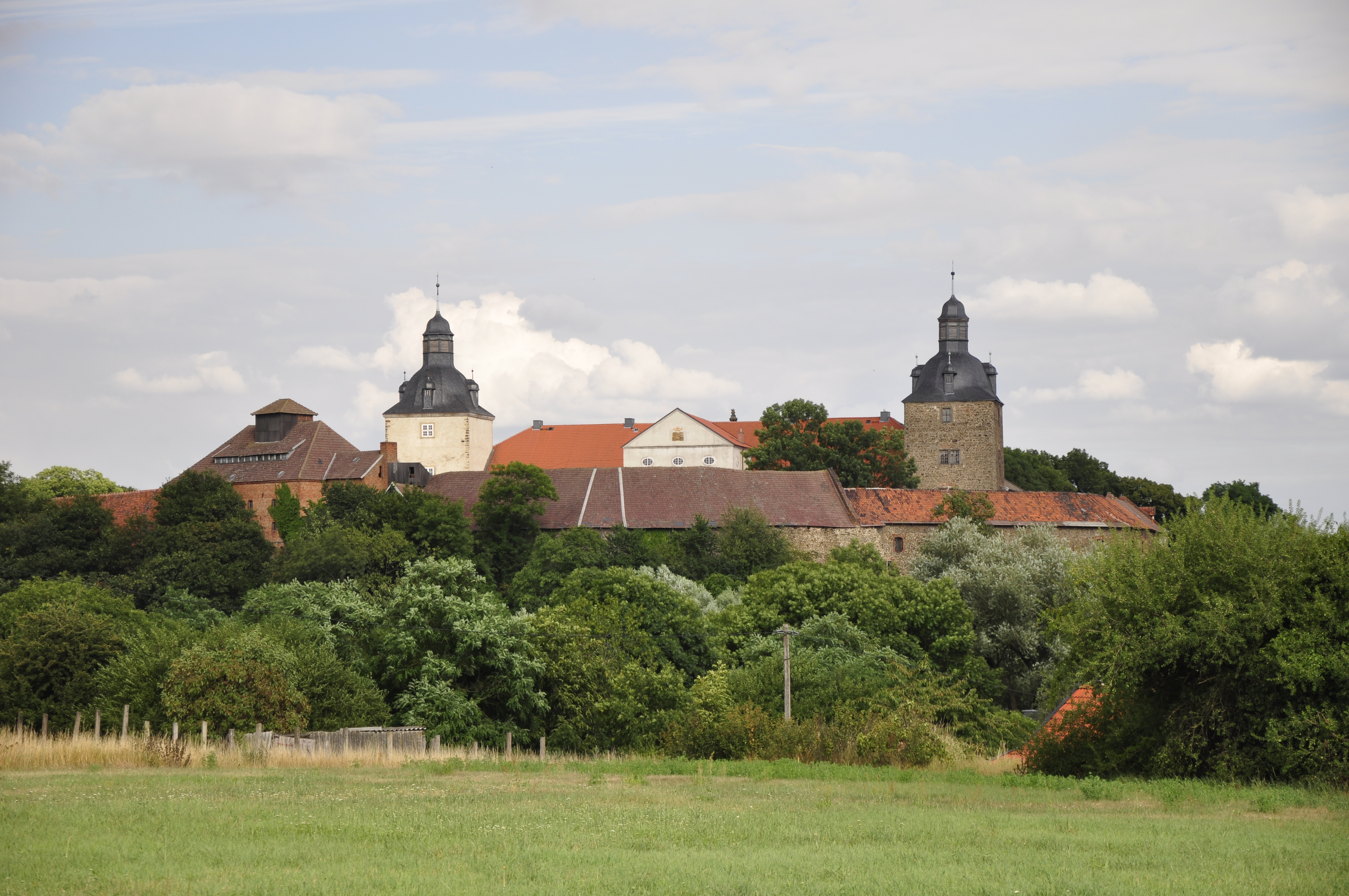
Vista dal retro del castello

Il castello rientrava nei possedimenti della diocesi di Magdeburgo ed era utilizzato per la difesa del territorio dell'arcivescovo e per controllare la strada da Luneburgo a Beverfurt. Il castello subì un assedio nel 1213 ad opera dell'imperatore Ottone IV del Sacro Romano Impero, nel 1278 ad opera del duca Alberto I di Brunswick-Lüneburg e nel 1319 ad opera del principe Enrico II di Meclemburgo che conquistò definitivamente il castello. Nel 1361, il castello di Hundisburg passò come feudo ereditario ai fratelli Alverich e Ludwig von Wanzleben, e dal 1452 alla famiglia di Alvensleben. Ludolf X von Alvensleben fece ampliare il castello in stile rinascimentale in una serie di campagne di restauro della struttura. Nel 1544 il vecchio castello venne ampliato con la costruzione di una torre residenziale, controsoffitti a volte e venne costruita la cosiddetta "fabbrica nuova" (o "castello nuovo") sul lato sud del cortile della vecchia fortezza. Nel 1602 venne costruita una nuova cappella.
Alcune delle stanze del mastio che si sono conservare sino ai nostri giorni, mostrano resti di affreschi divisi sulle pareti con colonne e cornici dipinte, come pure nelle volte.

### La guerra dei trent'anni e l'ampliamento del castello

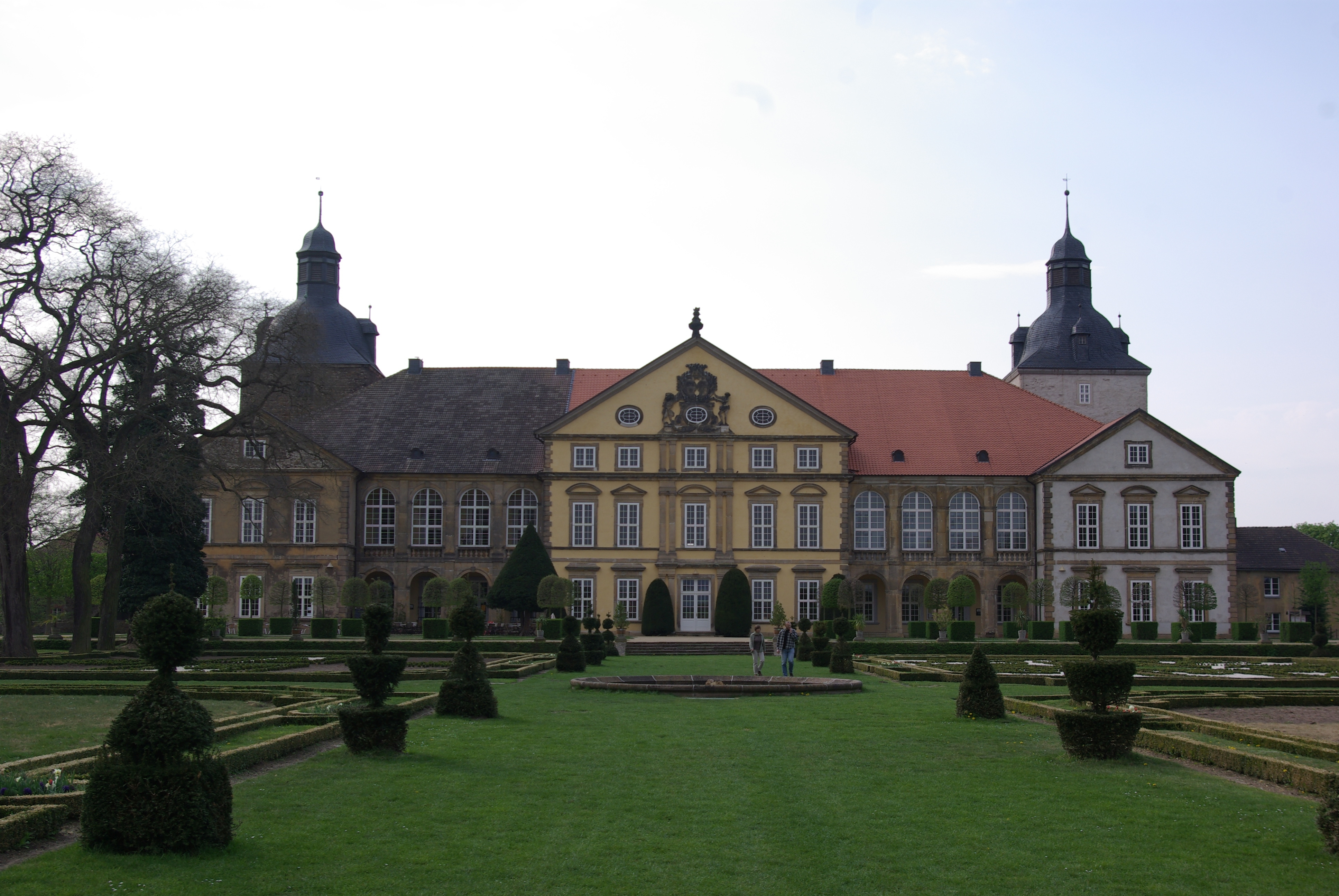
Il fronte del parco verso il giardino

La guerra dei trent'anni interessò anche il castello di Hundisburg, dal momento che esso divenne nel 1630 il quartier generale del comandante Pappenheim durante l'assedio di Haldensleben. Furono necessari ampi lavori di riparazione che si conclusero solo nel 1654. Nel 1691, Johann Friedrich II von Alvensleben ereditò il castello di Hundisburg ed iniziò da subito dei lavori di ricostruzione dell'intera struttura secondo il modello delle grandi residenze principesche estive che aveva avuto modo di vedere, in particolare prendendo a modello il castello di Salzdahlum nella vicina Brunswick. La costruzione del palazzo proseguì sino al 1712, mentre il giardino poté dirsi completato solo nel 1719. L'architetto del nuovo edificio fu Hermann Korb, già architetto di corte del duca Antonio Ulrico di Brunswick-Wolfenbüttel, il quale si basò essenzialmente su una serie di schizzi e piante realizzati da Johann Balthasar Lauterbach (morto nel 1694) il quale aveva lavorato a Salzdahlum. Gli stucchi che decorano gli interni vennero realizzati dallo stuccatore italiano Giacomo Perinetti. Si dice che lo stesso duca di Brunswick-Wolfenbüttel, che era un buon amico del von Alvensleben, abbia partecipato alla pianificazione della residenza con entusiasmo.

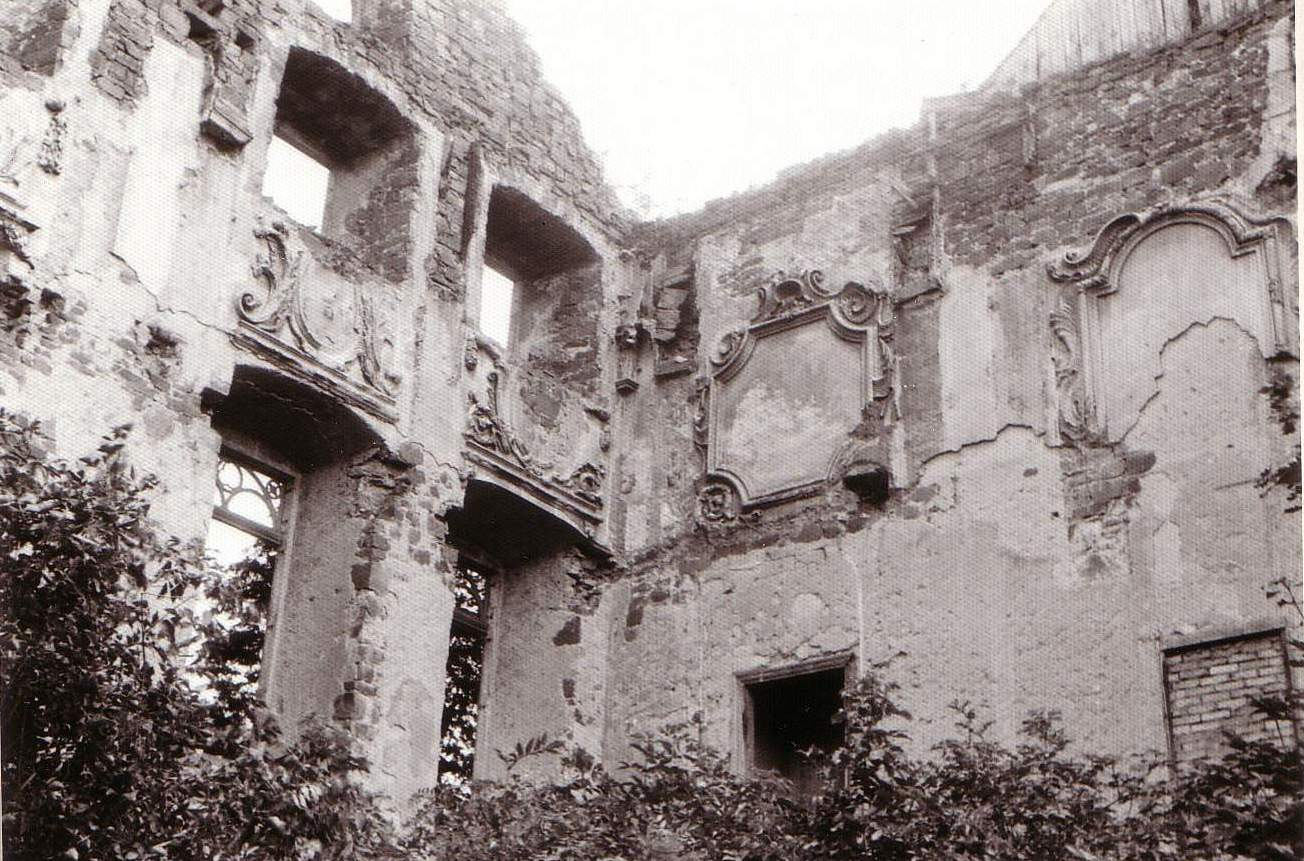
Le rovine del castello dopo il 1945

A differenza della residenza di Salzdahlum, ad ogni modo, Hundisburg presentava un tetto a padiglione e la necessità di includere al proprio interno il mastio medievale del precedente fortilizio che rese necessario realizzare una torre parallela a quella già esistente che venne completata nel 1700. Le due torri conferivano al corpo di fabbrica del castello un effetto decisamente monumentale rispetto al giardino e al paesaggio circostante.
Il castello rimase di proprietà della famiglia von Alvensleben sino al 1811 quando venne venduto all'imprenditore magdeburghese Johann Gottlob Nathusius il quale fece risistemare il castello a scopo produttivo. Dal 1831, la proprietà passò al figlio Hermann Engelhard von Nathusius, noto agronomo e zoologo del suo tempo. L'ultimo proprietario fu il nipote di questi, Gottlob Karl von Nathusius.
Il castello rimase perlopiù immutato sino al 28 novembre 1945 quando venne colpito da un tremendo incendio che lo distrusse in buona parte. Durante quel periodo, infatti, la residenza serviva da alloggio ai soldati sovietici che occupavano quell'area della Germania.

### La ricostruzione

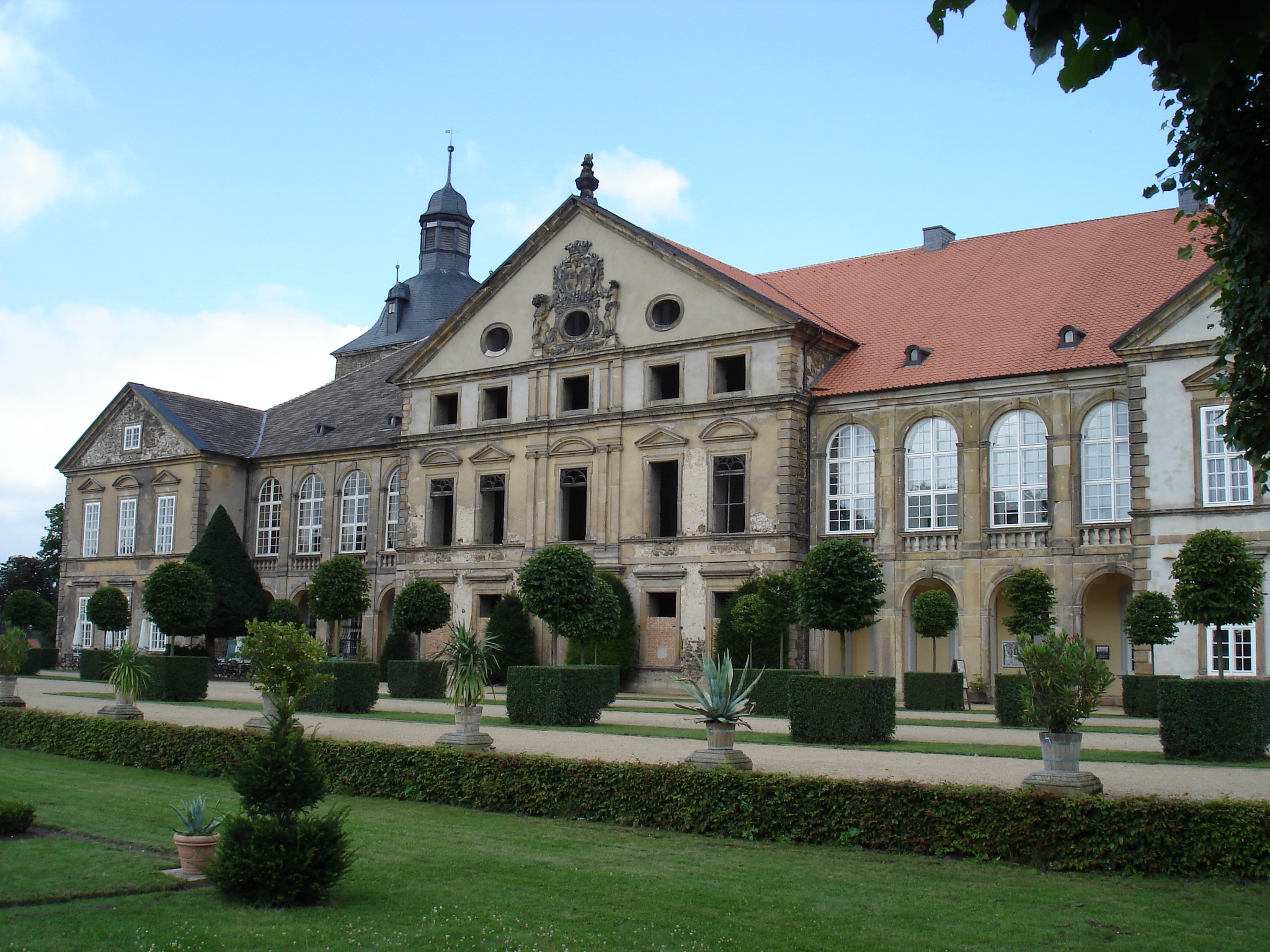
La facciata del castello ancora in ristrutturazione nel 2015

Negli anni '60, vi furono alcuni tentativi di ricostruzione del castello che però vennero subito abbandonati per la mancanza di fondi adeguati. Gli edifici del castello e le strutture ausiliarie erano utilizzati come parte di una fattoria di proprietà dello stato. Il castello venne lasciato sostanzialmente in rovina sino al 1991. 
Nel 1994 la città di Haldensleben riuscì ad acquistare il castello con tutto lo spazio dove un tempo si trovava il giardino monumentale che si estendeva per 100 ettari ed a porlo sotto tutela. Dal 2001, nelle sale restaurate del castello, è esposta la collezione dello scultore magdeburghese Heinrich Apel. Nel 2011 nel complesso del castello è stato inaugurato un birrificio che dal 2012 ha iniziato la propria produzione di birra artigianale.

## Il giardino
Il giardino già presente nell'antico castello di Hundisburg, venne completamente ridisegnato nel corso del Seicento con elaborati terrazzamenti dalla collina del castello ai prati circostanti. Il giardino comprendeva diversi parterres, un labirinto, un teatro all'aperto, una grotta, diversi giochi d'acqua e una vasta collezione di piante esotiche. Il parco venne ridisegnato nel 1811 sotto la guida progettuale dell'imprenditore Johann Gottlob Nathusius secondo lo stile ottocentesco, pur conservando la maggior parte dell'antica piantumazione presente. 
Dopo il 1945 il giardino venne completamente alienato dalla sua destinazione originaria: vi venne costruito addirittura un campo da calcio ed istituito un frutteto per la popolazione locale. A partire dal 1991, si pensò di ricostruire completamente il giardino barocco partendo dai disegni conservati sino ai nostri giorni, iniziando una campagna di restauri che è proseguita di pari passo a quella del palazzo dopo i danni da esso subiti nel corso della seconda guerra mondiale.

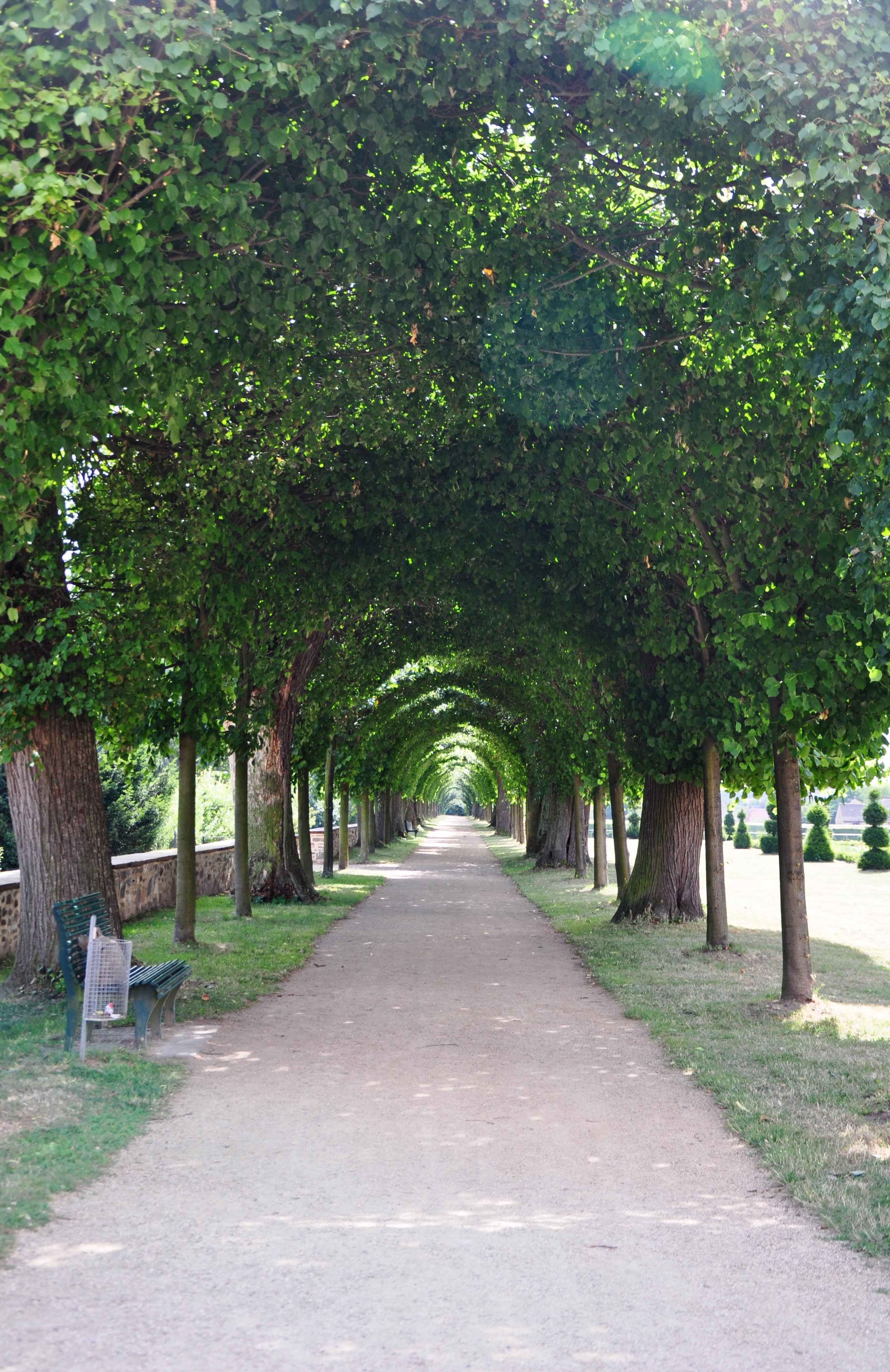
Scorcio di uno dei viali del parco del castello
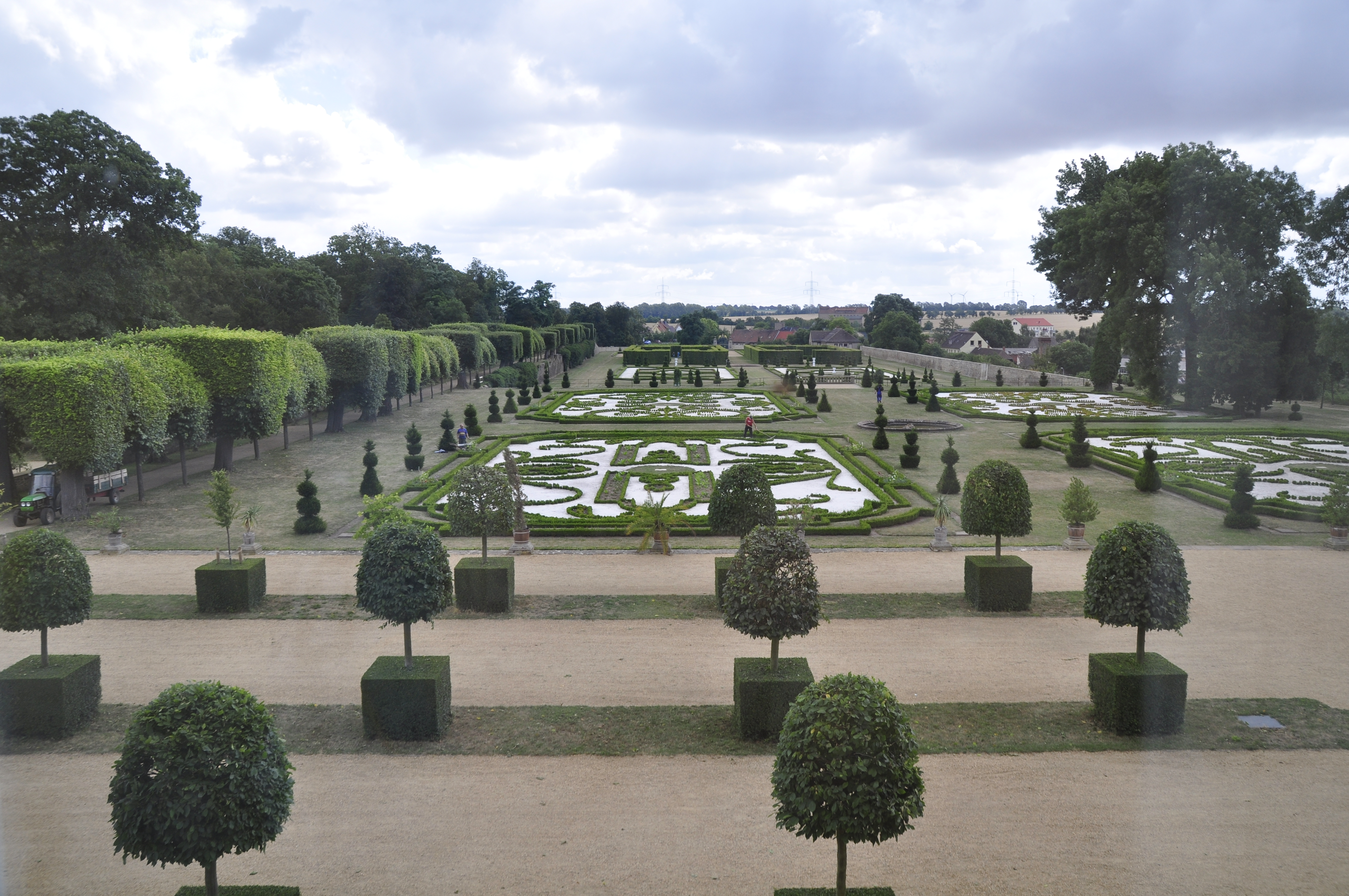
Veduta dei parterres
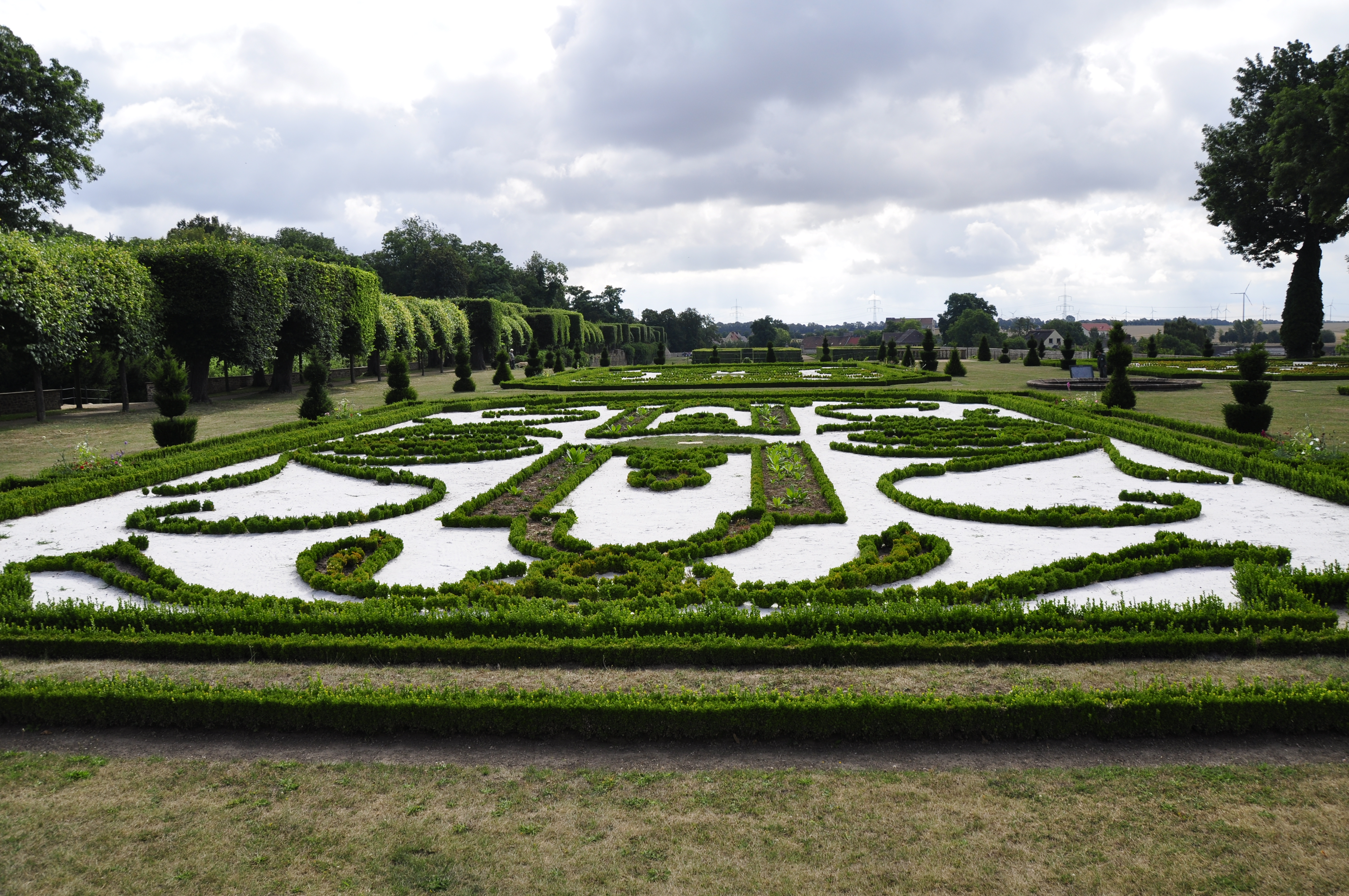
Veduta dei parterres
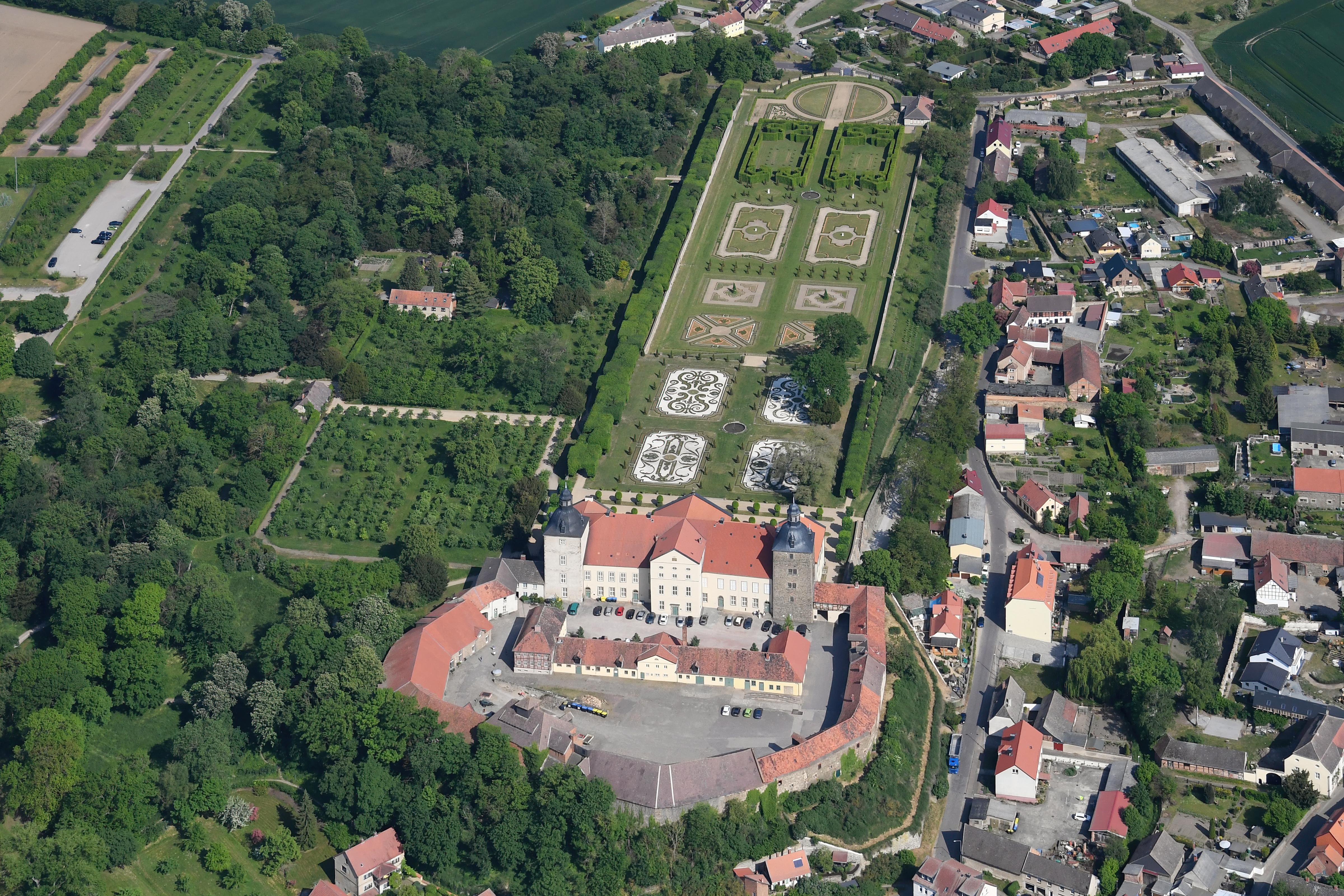
Veduta aerea del parco
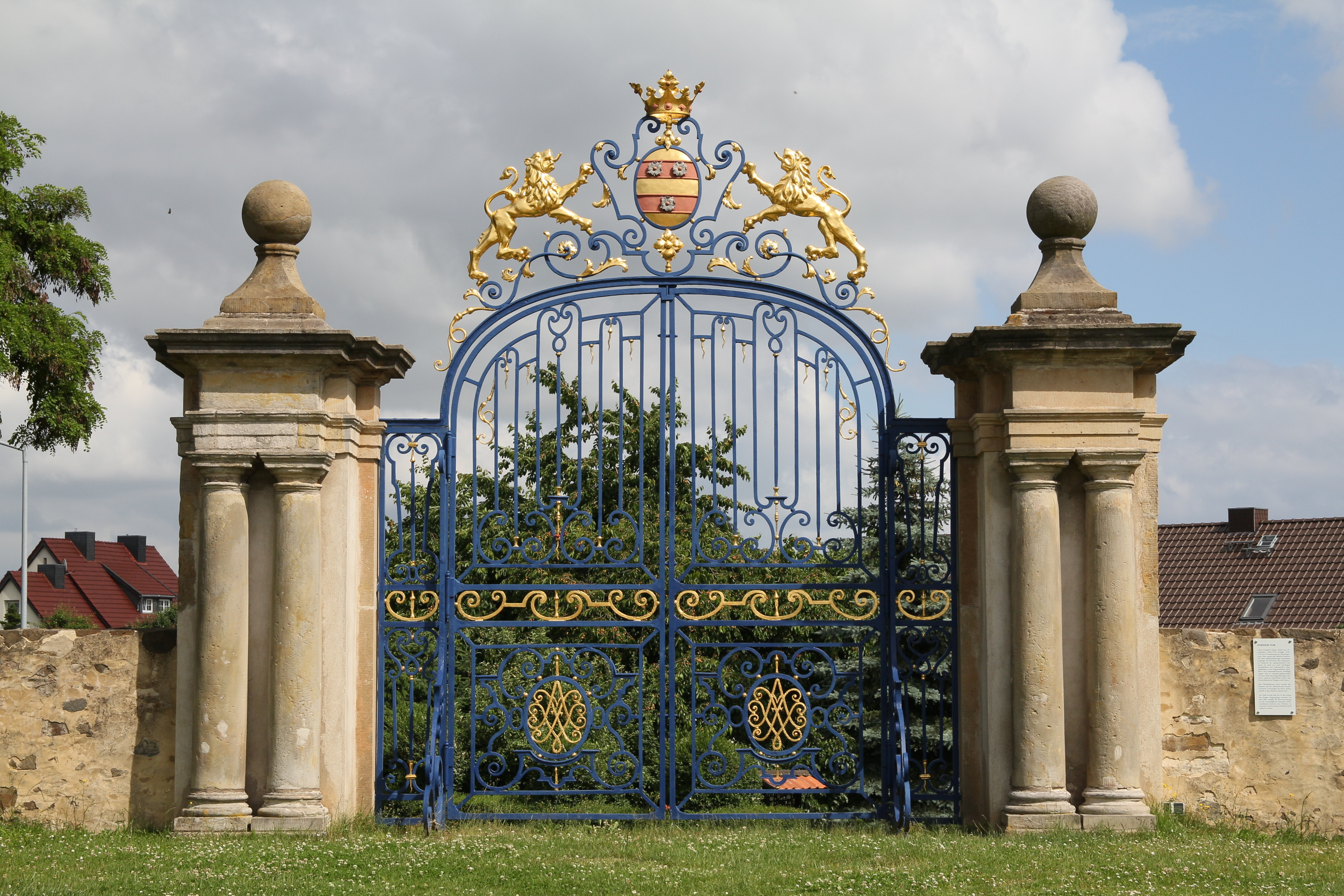
Cancello d'ingresso con lo stemma dei von Alvensleben